# Palol d'Avall
Palol d'Avall és un antic poble, castell i església del Rosselló (Catalunya del Nord), en el territori de l'actual comuna d'Elna.
Estava situat a prop a llevant de la ciutat d'Elna, en el camí que menava a la Torre d'Elna.

## Història
El lloc de Palol d'Avall està documentat des del 915, amb la forma de Palatiolo i el 932, com a Palatiolo subteriore.
El 1100, preparant-se per marxar a Jerusalem, un personatge anomenat Rosselló, aconsegueix un préstec i fa establir una donació, per si de cas no pot tornar els diners prestats. Dona terres i vignes a Palatiolo subteriore; les vinyes eren dins de la parròquia de Santa Maria de Palad (Palol d'Avall, probablement), i dos cellers a Palol d'Avall.
El 1184, el bisbe d'Elna Guillem, després d'un assassinat comès per Arnau Jocbert, accepta d'atorgar-li el perdó. A canvi, rep d'Arnau el castrum de Palol d'Avall, la cellaria i totes les fortificacions que es troben en un i altre llocs. Arnau Jocbert assegura també que no hi posseirà més cap mena de fortificació o d'habitatge, cap mur, ni en terra campa, ni al bosc, ni a la roca, ni cap fossat.
El 1312, un matrimoni de la Torre d'Elna ven a un habitant de Palol una casa (hospicium) amb els camps i els horts o vergers que hi ha a tocar, in villa de Palacio, per un preu de set lliures i mitja de Barcelona.
El 1316, es detalla que un hort es troba in terminis de Palaciolo, in decimali (possiblement referit a la catedral d'Elna).
Aparentment, a Palol es va formar un nucli agrupat a l'entorn de l'església, amb cellers que formaven una cellera. Una torre o un castell s'hi va establir, per militars locals, petits senyors lligats al bisbe d'Elna, sovint en conflicte amb ell. La cellera va esdevenir aleshores, amb la torre-castell, un enjeu dels conflictes entre aquestes dues forces: un espai fortificat, del qual el bisbe volia limitar el paper militar. Aquesta situació recorda la de la cellera de Tatzó d'Avall.

## L'església de Santa Maria
L'església parroquial del lloc era dedicada a santa Maria, i està documentada des del 1136. En queden unes restes de parets enderrocades, en un indret on en unes excavacions van aparèixer restes romanes, a més de les medievals. Aquesta església depenia del capítol de canonges de la catedral d'Elna.